# The Nitwitting
«The Nitwitting» (укр. «Недотепи») — перший епізод другої серії дванадцятого сезону мультсеріалу «Губка Боб Квадратні Штани».
У цій серії Патрік відводить Губку Боба до престижного закладу дурнів.

## Озвучування[1]
- Том Кенні ― Губка Боб Квадратні Штани, Скелет Губки Боба, Радник президента Клуба Дурнів, деякі учасники Клуба Дурнів
- Біл Фегербаккі ― Патрік Зірка, деякі учасники Клуба Дурнів
- Роджер Бампас ― Малий ідіот, деякі Риби у місті, деякі учасники Клуба Дурнів
- Керолін Лоуренс ― Сенді Чікс, деякі учасники Клуба Дурнів
- Дуг Лоуренс ― Лері Лобстер, деякі учасники Клуба Дурнів
- Сирена Ірвін ― Barg N' Mart Pa, деякі Риби у місті, деякі учасники Клуба Дурнів
- Пітер Броугардт ― Король Морозива (Президент Клубу Дурнів)

## Міжнародний реліз
| Країна    | Канал                                      | Ефір            |
| --------- | ------------------------------------------ | --------------- |
| США       | Nickelodeon                                | 13 січня 2019   |
| Канада    | Nickelodeon                                | 1 лютого 2019   |
| Англія    | Nickelodeon UK and Ireland                 | 18 березня 2019 |
| Ірландія  | Nickelodeon UK and Ireland                 | 18 березня 2019 |
| Європа    | Nicktoons Europe                           | 21 березня 2019 |
| Туреччина | Nickelodeon Turkie                         | 21 березня 2019 |
| Індонезія | Nickelodeon Indonesia                      | 25 березня 2019 |
| Франція   | Nickelodeon France                         | 13 квітня 2019  |
| Росія     | Nickelodeon Росія                          | 19 квітня 2019  |
| Німеччина | Nickelodeon CEE (Central & Eastern Europe) | 22 травня 2019  |
| Швейцарія | Nickelodeon CEE (Central & Eastern Europe) | 22 травня 2019  |
| Австрія   | Nickelodeon CEE (Central & Eastern Europe) | 22 травня 2019  |
| Польща    | Nickelodeon Poland                         | 22 травня 2019  |

## Виробництво
Ця серія була підтверджена Вінсентом Уоллером 12 листопада 2018 року.